# كيفن ديفين
كيفن ديفين هو لاعب هوكي الجليد كندي، ولد في 9 ديسمبر 1954.

## وصلات خارجية
- كيفن ديفين على موقع دوري الهوكي الوطني (الإنجليزية)
- كيفن ديفين على موقع قاعة مشاهير الهوكي (لاعب أن.إتش.أل) (الإنجليزية)
- كيفن ديفين على موقع EliteProspects.com (الإنجليزية)
- كيفن ديفين على موقع HockeyDB.com (الإنجليزية)
- كيفن ديفين على موقع Hockey-Reference.com (الإنجليزية)